# Who's That Girl (chanson)
Vous lisez un « bon article » labellisé en 2010.
Pour les articles homonymes, voir Who's That Girl.
Singles de Madonna
La Isla Bonita
(1986) Causing a Commotion
(1987)
Pistes de Who's That Girl
Causing a Commotion
(2)
Who's That Girl est une chanson de l'artiste américaine Madonna, écrite pour la bande originale Who's That Girl du film homonyme. Elle sort en single le 30 juin 1987 sous le label Sire Records comme premier single de l'album. Elle apparaît plus tard dans la compilation The Holiday Collection, qui accompagne The Immaculate Collection, et est incluse dans la grande compilation 2009 Celebration. Pendant le tournage du film, alors appelé Slammer, Madonna demande à Patrick Leonard de développer une chanson entraînante qui représente le caractère de son personnage. Elle ajoute plus tard les paroles et le chant pour enregistrer la démo produite par Leonard, et décide d'appeler la chanson et le film Who's That Girl.
Présentant une instrumentation à base de batterie, de basse et de cordes, Who's That Girl expose une fois de plus l'intérêt de Madonna pour la culture hispanique en incorporant des paroles en espagnol et utilisant l'effet d'une voix doublée. Bien qu'ayant reçu des critiques mitigées, la chanson devient le sixième numéro un de Madonna dans le Billboard Hot 100, et également numéro un au Royaume-Uni, Canada, Pays-Bas, Irlande et Belgique. Elle est aussi nommée aux Grammy Awards et aux Golden Globes en 1988.
Le clip met en scène un rôle inédit, et non le personnage interprété par Madonna dans le film pour lequel la chanson est écrite. Il la montre habillée à la garçonne, en jeune femme chercheuse de trésors. Il est critiqué pour ne pas avoir représenté le vécu de l'artiste. Madonna interprète Who's That Girl lors du Who's That Girl Tour en 1987, ainsi qu'à l'occasion du Rebel Heart Tour de 2015. La chanson est reprise par nombre d'artistes et apparaît dans des compilations ou des albums hommage.

## Genèse
En 1986, Madonna tourne dans son troisième film Who's That Girl, connu à l'époque sous le nom Slammer. Ayant besoin de chansons pour la bande originale du film, elle contacte Patrick Leonard et Stephen Bray, qui ont écrit et produit son troisième album studio True Blue en 1986. Madonna leur explique qu'elle a besoin d'une chanson entraînante et d'une autre plus sérieuse, The Look of Love. Elle vient au studio un jeudi et développe le refrain avec Leonard. Il remet la cassette à la chanteuse, qui va ensuite terminer la mélodie et les paroles de la chanson, tandis que Leonard travaille sur d'autres parties. Après avoir fini les paroles, Madonna déclare qu'elle veut que la chanson s'appelle Who's That Girl et demande à changer le titre du film, considérant Who's That Girl comme un meilleur titre que Slammer. Dans le livre The Billboard Book of Number 1 Hits de Fred Bronson, Leonard explique que la chanson est enregistrée en un jour et que Madonna a ajouté son chant en une seule fois. Des instruments supplémentaires, dont des guitares et des percussions, sont inclus plus tard par Bray et Leonard. Considérant le développement de la musique pour le film, Madonna explique :

« J'ai eu quelques idées très précises à l'esprit, une musique qui tiendrait d'elle-même tout en soutenant et renforçant l'action à l'écran et la seule façon d'en faire une réalité est d'avoir le champ libre pour écrire la mélodie moi-même. [...] La chanson n'est pas nécessairement sur Nikki [son personnage dans le film] ou écrite pour être chantée par quelqu'un comme elle, mais je pense qu'il y a un esprit dans cette musique, qui capture à la fois ce que le film et les personnages sont. »

## Composition
La chanson est composée dans le style typique de Madonna — mêlant la boîte à rythmes, une ligne de synthétiseurs basses et un arrangement de cordes. Les trois parties de la chanson, à savoir le pont, où Madonna chante « what can help me now », le refrain et le couplet sont intimement liés. Le refrain a un effet hypnotique. La chanson résume l'intérêt de Madonna pour la culture hispanique, intérêt qui s'affirme après la sortie de La Isla Bonita, en ajoutant des phrases en espagnol dans le refrain et sur les trompettes du second couplet, et aussi par l'ajout d'un break instrumental au milieu. Elle utilise aussi l'effet sonore apporté par la combinaison de voix multiples, qui est précédemment utilisé par les Beach Boys dans leurs singles God Only Knows et I Get Around ainsi que R.E.M. dans Fall On Me et Near Wild Heaven. Who's That Girl emploie cet effet dans le dernier refrain où trois des quatre hooks vocaux différents sont entrelacés.

## Accueil

### Critiques dans la presse
À la sortie du morceau, les réactions critiques sont mitigées. Dans son livre The Complete Guide to the Music of Madonna, l'auteur Rikky Rooksby explique que la chanson est la meilleure interprétation de Madonna dans son style musical original. Stephen Thomas Erlewine d'AllMusic pense quant à lui que Who's That Girl et Causing a Commotion n'entrent pas parmi les meilleurs singles de Madonna. Bien que Tony Power de Blender critique l'ensemble de la bande originale, il considère Who's That Girl comme sa piste la plus remarquable. Le biographe J. Randy Taraborrelli, auteur du livre Madonna: An Intimate Biography, qualifie la chanson de « quintessence musicale de Madonna » et décrit qu'elle est « funky, impertinente et mélodique, avec un accent latino ». Noah Robischon d'Entertainment Weekly est d'avis qu'avec la chanson et le film, Madonna délivre « une synergie au-delà des limites ». Bill Lamb d'About.com dit que la chanson ainsi que le second single Causing a Commotion ne sont pas des exemples du meilleur de Madonna en musique. Lors des Grammy Awards de 1988, la chanson est nommée dans la catégorie « Meilleure chanson pour un film » et « Meilleure chanson originale » lors des Golden Globes Awards.

### Résultats dans les classements
Who's That Girl sort aux États-Unis en juin 1987. Elle débute dans le Billboard Hot 100 à la 43e place, et devient numéro un au bout de la septième semaine, maintenant cette position pendant une semaine, puis passe seize semaines dans le classement. Elle devient le sixième numéro un de l'artiste aux États-Unis et Madonna est ainsi la première artiste à accumuler six numéros un dans les années 1980, ainsi que la première artiste féminine à en obtenir autant dans une carrière solo. La chanson atteint la 44e place du Hot Dance Club Play, la 78e du Hot R&B/Hip-Hop Songs et la cinquième du Adult Contemporary. Elle termine en 42e position du classement annuel du Billboard en 1987. En 2000, elle est située à la dixième position à la suite d'un vote déterminant les chansons de Madonna préférées du public.
Au Canada, la chanson démarre à la 83e position du classement établi par le magazine RPM le 11 juillet 1987, est en tête du classement pendant une semaine à compter du 29 août 1987 puis reste dans le classement pendant 23 semaines. Elle est aussi douzième du classement de l'année 1987. Au Royaume-Uni, Who's That Girl sort le 14 juillet 1987 et entre dans le UK Singles Chart à la troisième place, grimpant en première position la semaine suivante et devient le cinquième numéro un de Madonna dans le pays. Selon l'Official Charts Company, la chanson s'est vendue à 380 000 exemplaires au Royaume-Uni. En Europe, Who's That Girl atteint la première place en Belgique, Irlande, Italie et aux Pays-Bas,,,, ainsi que le top 5 en Allemagne, Autriche, France, Norvège, Suède et Suisse,,,,,. La chanson se classe également dans d'autres pays comme l'Australie, l'Espagne et la Nouvelle-Zélande où elle arrive aux septième, sixième, premier et second rangs,,. Au Japon, la chanson arrive en tête des chansons étrangères du classement. Elle est certifiée disque d'or par le Syndicat national de l'édition phonographique (SNEP) pour la vente de 500 000 exemplaires.

## Clip vidéo
Le clip est tourné en deux jours, au Grayhall Mansion à Beverly Hills. Madonna avait adopté une coiffure voyante, blond platine dans le film Who's That Girl auquel elle fait référence dans le clip ; c'est son moyen de faire revivre l'héroïne des comédies hollywoodiennes des années 1930. Cependant, dans le clip, ses cheveux sont bruns. Elle apparaît habillée à la garçonne, avec un chapeau de type fédora, une veste ample et un pantalon court gris, sur un bustier noir.
Le clip, dirigé par Peter Rosenthal, commence par l'entrée de Madonna dans un parc. Après avoir rejoint de jeunes enfants et un adolescent, ils commencent à se promener autour du parc et elle chante. Ces scènes sont alternées avec des séquences du film, qui montrent Nikki Finn, le personnage de la chanteuse. Au fil de la vidéo, Madonna cherche un coffret dans lequel se cache un trésor égyptien. Après avoir été dirigée par une carte postale qui la montre en dessin animé, Madonna découvre le coffret et y trouve un gros diamant. Elle lève alors joyeusement le regard vers les enfants et danse avec eux. Le clip finit sur une scène montrant Madonna qui emporte le coffret.
La vidéo représente une image travaillée de Madonna plutôt que sa vraie personnalité. Selon Vincent Canby du New York Times, à cette époque, Madonna est finement pragmatique quant à son personnage et son apparence — ressemblant à Marilyn Monroe, mais avec la « vulgarité comique » de Jean Harlow. Ce personnage est révélé dans la seconde moitié de Who's That Girl. Toutefois, le clip ne choisit ni de capturer sa vie réelle et ses qualités, ni de promouvoir le film pour lequel il est spécifiquement tourné. Au lieu de cela, il se concentre sur le caractère humoristique du personnage de Madonna dans le film, dépeint dans la première moitié. Finalement, le clip ne séduit pas le public qui ne connaît pas encore son travail précédent, ni ceux qui connaissent et apprécient déjà les performances érotiques et comiques de Madonna dans ses clips.

## Interprétations scéniques et reprises

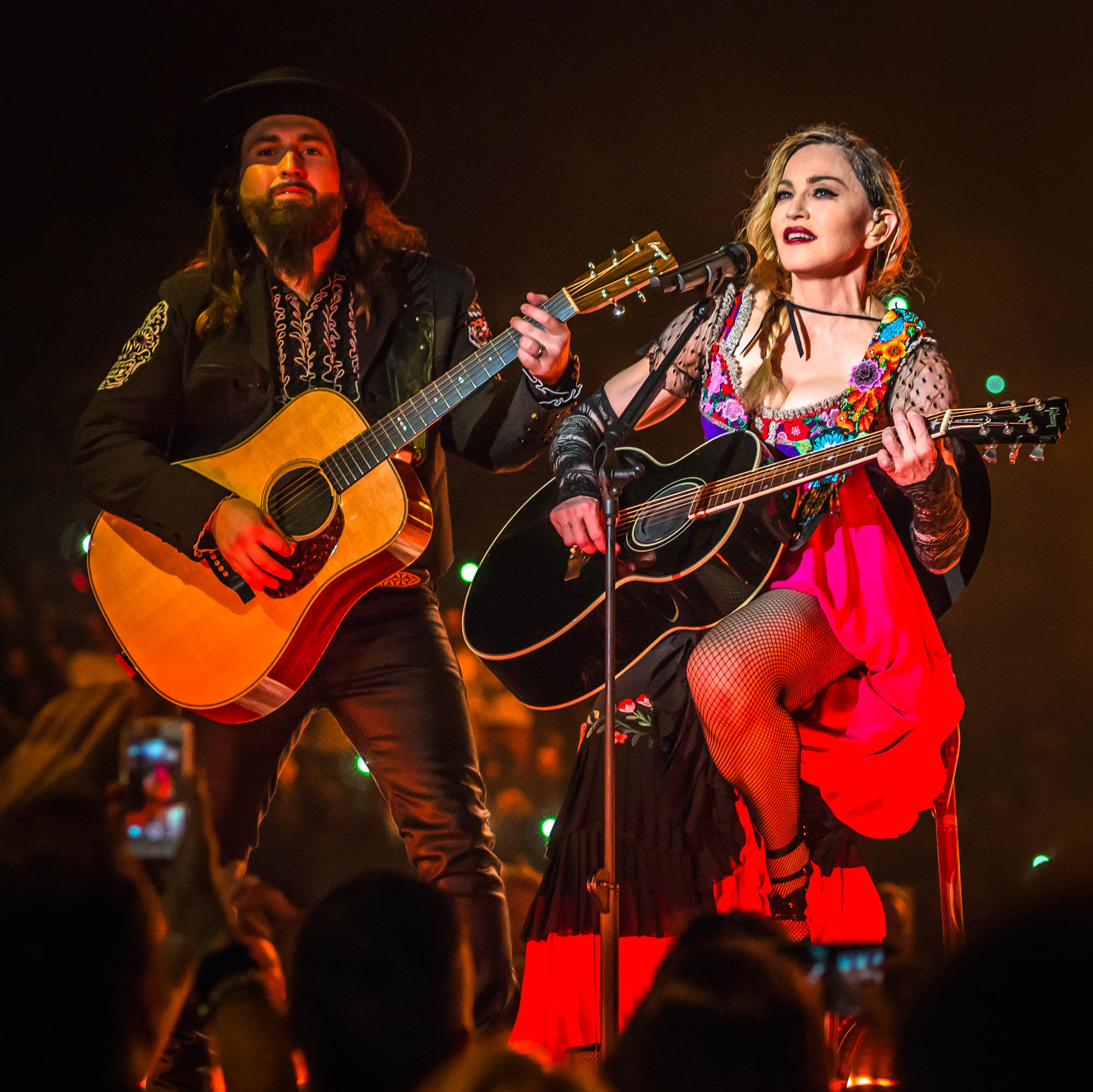
Madonna interprétant une version acoustique de Who's That Girl pendant le Rebel Heart Tour.

Madonna interprète la chanson sur scène à l'occasion de deux tournées : pendant le Who's That Girl Tour et pendant le Rebel Heart Tour. Lors du Who's That Girl Tour en 1987, la chanson est insérée dans la partie consacrée aux rappels. La tenue choisie pour la prestation, dessinée par Marlene Stewart, est créée avec des montres jouets, des homards en plastique et un cendrier — représentation de sa connaissance du surréalisme. Selon le biographe Andrew Morton, elle montre aussi son sens et son style ironiques : quand elle se penche dans son ensemble, elle révèle sa culotte sur laquelle est brodé le mot « Kiss ». Durant la performance, Madonna danse sur scène et demande au public de la rejoindre. Deux prestations différentes de la chanson sont disponibles dans les vidéos Who's That Girl - Live in Japan, filmée à Tokyo le 22 juin 1987, et Ciao, Italia! – Live from Italy, filmée à Turin le 4 septembre 1987,. Un peu moins de 30 ans plus tard, Madonna interprète une version acoustique à l'aide de guitares de la chanson pendant le Rebel Heart Tour. La chanteuse porte alors un ensemble inspiré du « style gitan », constitué d'un châle, de gants en dentelle, d'une longue jupe noire à franges de soie et de bottes lacées noires en cuir. Après son interprétation du morceau au Centre Bell de Montréal pour sa tournée, la chanteuse admis que cela lui pris beaucoup de temps pour répondre à la question « Who's that girl? » de la chanson.
La chanson est reprise de nombreuses fois, majoritairement dans des albums hommages. En 1999, The Countdown Singers font une reprise à l'identique pour l'album Hit Parade of 80's, Vol. 2. L'orchestre philharmonique royal (RPO) réalise une version instrumentale de la chanson pour l'album Material Girl: RPO Plays Music of Madonna. L'actrice allemande Eva Mattes reprend le titre pour son album Language of Love. En 2007, The Bubonic Plague enregistre une reprise de la chanson qui est incluse dans l'album hommage Through the Wilderness.

## Versions
| 1. | Who's That Girl | 3:58 |
| 2. | White Heat      | 4:25 |

| 1. | Who's That Girl (Extended Version) | 6:28 |
| 2. | White Heat (LP Version)            | 4:25 |

| 1. | Who's That Girl (Extended Version) | 6:28 |
| 2. | Who's That Girl (Dub Version)      | 5:05 |
| 3. | White Heat (LP Version)            | 4:25 |

| 1. | Who's That Girl (Extended Version) | 6:28 |
| 2. | White Heat (LP Version)            | 4:25 |

Il est à noter que les durées présentées sur la version CD-Single sont fausses : en réalité Who's That Girl (Extended Version) et White Heat (LP Version) durent respectivement 6:35 et 4:40.

## Crédits
- Madonna - paroles, musique, production, chant
- Patrick Leonard - paroles, musique, production

Crédits issus de l'album
Pour les versions Extended et Dub :
- Michael Barbiero - production et mixage audio supplémentaires
- Steve Thompson -  production et mixage audio supplémentaires

Crédits issus du maxi 45 tours

## Classements et certifications
| Classement (1987)                      | Meilleure position |
| -------------------------------------- | ------------------ |
| Allemagne (Media Control AG)           | 2                  |
| Australie (Kent Music Report)          | 7                  |
| Autriche (Ö3 Austria Top 40)           | 4                  |
| Belgique (Flandre Ultratop 50 Singles) | 1                  |
| Canada (RPM Top Singles)               | 1                  |
| Espagne (Promusicae)                   | 6                  |
| États-Unis (Adult Contemporary)        | 5                  |
| États-Unis (Hot 100)                   | 1                  |
| États-Unis (Dance Club Songs)          | 44                 |
| États-Unis (R&B/Hip-Hop Songs)         | 78                 |
| France (SNEP)                          | 2                  |
| Irlande (IRMA)                         | 1                  |
| Italie (FIMI)                          | 1                  |
| Japon (Oricon)                         | 39                 |
| Norvège (VG-lista)                     | 2                  |
| Nouvelle-Zélande (RMNZ)                | 2                  |
| Pays-Bas (Nederlandse Top 40)          | 1                  |
| Pays-Bas (Single Top 100)              | 2                  |
| Royaume-Uni (UK Singles Chart)         | 1                  |
| Suède (Sverigetopplistan)              | 2                  |
| Suisse (Schweizer Hitparade)           | 2                  |

| Classement (1987)                | Meilleure position |
| -------------------------------- | ------------------ |
| Allemagne (Media Control AG)     | 22                 |
| Canada (RPM Top Singles)         | 12                 |
| États-Unis (Billboard Hot 100)   | 42                 |
| États-Unis (Hot Dance Club Play) | 48                 |
| Pays-Bas (Single Top 100)        | 9                  |
| Suisse (Schweizer Hitparade)     | 10                 |

| Pays              | Certification | Ventes  |
| ----------------- | ------------- | ------- |
| France (SNEP)     | Or            | 500 000 |
| Royaume-Uni (BPI) | Argent        | 250 000 |

## Compléments